# Slag bij Jemmingen (1568)
De tweede Slag bij Jemmingen, thans het Duitse Jemgum, vond plaats op 21 juli 1568 tussen een staatsgezind (Nederlands) leger onder Lodewijk van Nassau en een Spaansgezind leger onder Caspar de Robles en Fernando Álvarez de Toledo, hertog van Alva.
Na de voor de Nederlandse opstandelingen op 23 mei 1568 succesvolle overwinning in de Slag bij Heiligerlee bleef Alva even in het defensief. Lodewijk van Nassau belegerde met hulp van de watergeuzen de stad Groningen, maar gaf dit op toen Alva met een nieuw leger naar het noorden trok. De troepenmacht van Alva was dubbel zo sterk en bestond voor een belangrijk deel uit Spaanse keurtroepen. Lodewijk wist dat zijn troepen in het open veld geen partij waren voor die van Alva en trok zich daarom terug aan de Eems. Op de linkeroever had hij zijn leger in stelling gebracht. Lodewijk meende dat die zo sterk was dat hij van de veronderstelling uitging dat Alva hem daar niet zou durven aanvallen. Lodewijks rechtervleugel werd gedekt door drassige grond en zijn linkervleugel door het aan de Eems gelegen Duitse dorpje Jemmingen. Het dorp was alleen bereikbaar via de uiterwaarden en de rivierdijk die door Lodewijk met verschansingen werden beschermd. Lodewijk wilde net zo lang bij Jemmingen gestationeerd blijven totdat Alva zich gedwongen zou voelen om naar Brabant terug te keren, vanwege de inval daar van Lodewijks broer Willem van Oranje. Vervolgens zou Lodewijk dan opnieuw Groningen belegeren. Proviand voor zijn troepen verkreeg Lodewijk via de Eems, aangezien de watergeuzen de monding voor de Spanjaarden hadden afgesloten.
Lodewijk van Nassau stelde zijn infanterie op achter een greppel in twee brigades van ongeveer 5000 man elk. Deze bestonden vrijwel geheel uit huurlingen en pas geworven militia. Hier achter stond de ruiterij, zijn zestien kanonnen stelde hij op voor de infanterie. De hertog van Alva beschikte over 12 000 man voetvolk (vier tercios), 3000 man ruiterij en een onbekend aantal kanonnen.
Alva, wetende dat een frontale aanval tot mislukken gedoemd was, bedacht een list. Hij stuurde een voorhoede van drie haakbuseenheden (1500 man) en 300 man cavalerie vooruit. Al deze soldaten bestonden uit Spaanse keurtroepen. Met de rest van zijn troepen sloot hij het schiereiland af. Gedurende drie uren voerde de Spaanse voorhoede voorzichtige aanvallen uit op de Nederlandse linie. Deze antwoordde met kleine tegenaanvallen. Toen verkenners aan Lodewijk berichtten dat er verder geen Spaanse troepen in de buurt waren, gaf deze het bevel op te rukken. Hij stuitte echter reeds na enkele honderden meters op fel haakbus- en musketvuur. Toen de Spaanse ruiterij op het slagveld verscheen, gaf Lodewijk opdracht terug te trekken. Deze terugtocht ontaardde in een vlucht naar de veren over de Eems. Aan Nederlandse zijde werden 7000 man gedood. Alva verloor minder dan honderd man. Lodewijk kon ternauwernood ontsnappen door zonder kleren of wapens de Eems over te zwemmen.
Deze veldslag betekende het einde van de Nederlandse veldoperaties. Het Spaanse leger had voorlopig vrij spel.
Alva maakte alle kanonnen van de vijand buit en liet deze omsmelten tot een standbeeld van zichzelf, dat hij in Antwerpen liet plaatsen. Het is hierom, dat hij ook wel de IJzeren Hertog werd genoemd.